# GOMA (デザイナー)
GOMA（小玉倫也、1986年（昭和61年）10月26日 - )は、日本のデザイナー、画家、男性。青森県弘前市生まれ。

## 来歴
青森県弘前市で生まれ、その後青森県尾上町(現：平川)に移住。
2005年(平成17年)、東北女子短期大学（現柴田学園大学短期大学部）に入学。卒業後、保育士として就職。
2010年(平成22年)、絵の勉強をしたいと、保育士を辞め秋田公立美術工芸短期大学に入学。入学し半年、東京でスプレーアートと出会う。
2011年(平成23年)1月、秋田駅前ファッションビル秋田フォーラスより展示場作成のオファーが来る。作成後、同年6月、アメリカマイアミよりオファーをもらい渡米。帰国後、世界で初めてコンパネ１枚(900×1800mm)を20分で描くライブアートを確立する。
2014年(平成26年)、ADHDであることを公表。

## テレビ出演
- エビス堂ゴールド（秋田朝日放送）
- スーパージャンピン（秋田放送）
- 世界の果てまでイッテQ!「エンターテイナー手越」 - スプレーアート講師（日本テレビ）
- 一滴の向こう側「僕は文字が読めないアーティスト」（BSフジ）
- RABドキュ「GOMAが生まれた理由（わけ） 文字が読めないアーティスト」（青森放送）